# Гвитно Журавлиные ноги
Гвитно Журавлиные ноги (валл. Gwyddno Garahnhir) — полулегендарный правитель Мейрионита (540—580), суб-королевства, подчиненного Королевству Гвинед.

## Биография
Гвитно был сыном и наследником Гурина Стриженой бороды. Либо же, возможно, был ему внуком, сыном Клидно, сына Гурина.
Двор Гвитно находился в прекрасном дворце Кайр-Видно в западной части Мейрионита, известной как Майс-Гвитно. Это были низменные земли, отгороженные от моря каменной дамбой Сарн Бадриг, галечным хребтом, который и сейчас можно видеть во время отлива в районе Бармута. Некая дева по имени Мерерид опоила Сейтенина, правившего замком Каэр-Рихог, и тот открыл ворота, пустив море в Майс-Гвитно. В результате наводнения погибли шестнадцать городов, включая Кайр-Видно. Гвитно пришлось перенести столицу дальше на восток в Порт-Видно (совр. Борт).
Согласно легенде, Гвитно был обладателем чудесной корзины, одного из тринадцати «Сокровищ Британии». Если в эту корзину положить еду на одного человека, то можно было достать еду на сто человек.
Возможно, Гвитно упомянут у Гальфрида Монмутского под именем Гуинтелина.
После смерти Гвитно суб-королём стал его старший сын Идрис Великан.